# Blai Net
Blai Net i Sunyer (Sant Boi de Llobregat, 1887 — Barcelona, 11 de desembre de 1948), més conegut com a Blai Net fou un pianista i pedagòg.
Va cursar els seus estudis a l'Escola Municipal de Música de Barcelona, rebent formació de Carles G. Vidiella. Després del seu debut com a concertista de piano, es va incorporar com a docent a la mateixa escola. Va col·laborar amb l'Orquestra Pau Casals, compartint l'escenari amb molts músics de l'época. La seva influència artística es va estendre per tot Catalunya i també per Amèrica del Sud.
Entre les seves produccions destaca Rondalla en dos quadres. La princesa i el pastor, amb text de Josep Maria Folch i Torres. A més, va fundar una orquestra associada a les projeccions cinematogràfiques al Cinema Coliseum.